# Florencio Randazzo
Aníbal Florencio Randazzo (Chivilcoy, Argentina; 1 de marzo de 1964) es un político y contador público argentino. Entre 2007 y 2015 se desempeñó en el gabinete de Cristina Fernández de Kirchner, primero como ministro del Interior de la Nación y más tarde como ministro del Interior y Transporte, ya que esta última área fue incorporada al ministerio que venía administrando.
Previamente se había desempeñado como ministro de Gobierno y jefe de Gabinete de Ministros de la provincia de Buenos Aires, durante la gobernación de Felipe Solá.
Fue inicialmente postulado como precandidato a presidente para las elecciones de 2015, pero el 17 de junio de ese año declinó la precandidatura presidencial y la candidatura a la gobernación provincial luego de una reunión con Cristina Fernández de Kirchner.
En las elecciones legislativas de 2017 fue candidato a senador por el Frente Justicialista Cumplir, pero finalizó en cuarto puesto y no logró ingresar al Congreso.
En las elecciones legislativas de 2021 se presentó como candidato a diputado nacional por la provincia de Buenos Aires de la mano del frente Vamos Con Vos, resultando electo y asumiendo el cargo en diciembre del mismo año.
En las elecciones presidenciales de octubre de 2023 fue candidato a Vicepresidente de la Nación, acompañando a Juan Schiaretti.

## Biografía

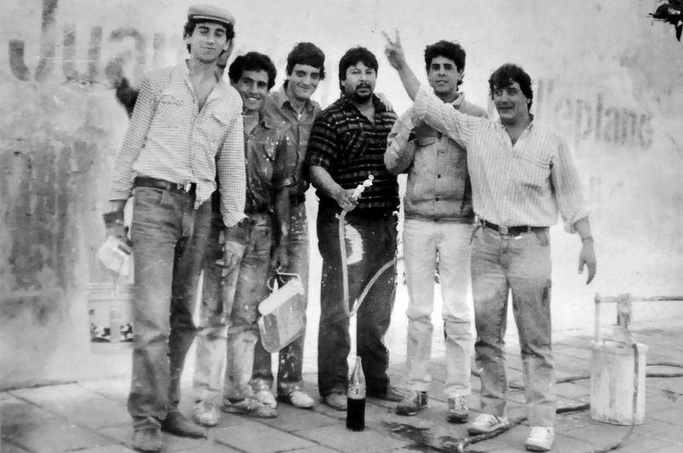
Randazzo (primero desde la izquierda) junto a miembros de la Juventud Peronista, en la década del 1980.

### Niñez y juventud
Florencio Randazzo nació en Chivilcoy y es hijo de Juan «Togo» Randazzo y Gladys Campagnon. Su padre era ingeniero y profesor de escuela secundaria, además de dirigente político local.
Fue bautizado como Florencio en honor al médico pediatra argentino Florencio Escardó, quien salvó la vida a su hermano mayor Pablo. Durante su infancia practicó diversos deportes en el Club San Lorenzo de la ciudad. Estudió en la Escuela primaria Número 18 de Chivilcoy.
Realizó sus estudios secundarios en la ENET N.º 1 «Mariano Moreno», donde le faltaba un año para recibirse como técnico electromecánico. Desde esa edad comienza a militar en política acompañando a su padre. En 1989 se gradúa como contador público por Universidad de Buenos Aires (UBA). Luego realizaría estudios de postgrado en Estrategias en la Universidad Argentina de la Empresa (UADE) y un máster en Políticas de Integración Latinoamericana en la Universidad Nacional de La Plata (UNLP).

### Inicios en política
Florencio Randazzo comenzó su carrera política como Jefe de Gabinete de la Secretaría General de la Gobernación de la provincia de Buenos Aires durante los años 1992 y 1993, en la gobernación de Eduardo Duhalde. En 1993 fue elegido presidente del Honorable Concejo Deliberante de la ciudad de Chivilcoy, cargo que ejerció hasta 1995. Ese año asumió como Director de Promoción del Interior del Ministerio de Gobierno de la provincia de Buenos Aires.

### Diputado provincial
Durante dos períodos, entre 1995 y 1999 y 1999 y 2002 se desempeñó como Diputado provincial de Buenos Aires, representando a la 4.ª Sección Electoral. En su primer período integró las comisiones de Salud, Comercio Exterior, Presupuesto, Administración y Función Pública y Desarrollo Humano. En su segundo período fue Vicepresidente Primero del Bloque Justicialista de la Honorable Cámara de Diputados de la Provincia de Buenos Aires (1999-2001) e integró las comisiones de Presupuesto e Impuestos, Medios de Comunicación Social, Seguridad, y Control y Seguimiento de Empresas y Servicios Públicos Privatizados.

### En la provincia de Buenos Aires

#### Secretario para la Modernización del Estado
Renunció a su banca a principios de 2002 para asumir como Secretario para la Modernización del Estado de la provincia de Buenos Aires bajo la gobernación de Felipe Solá. En ese rol instituyó la figura de los Agentes de Modernización (Decreto 540/03). Renunció en abril de 2003 al ser nominado como jefe de Gabinete de la Provincia.

#### Jefe de Gabinete de la Provincia de Buenos Aires
En abril de 2003, durante el primer gobierno de Felipe Solá fue designado jefe de Gabinete de Ministros de la Provincia de Buenos Aires. Al asumir Solá su segundo mandato como Gobernador, fue confirmado en el cargo.
Mientras se desempeñaba como jefe de Gabinete provincial, y por indicación del entonces gobernador Felipe Solá impulsó públicamente la puesta en marcha del voto electrónico, Randazzo llegó a publicar una columna de opinión favorable a esta metodología en el diario La Nación. Sin embargo, años más tarde se mostraría contrario a su aplicación.

#### Ministro de Gobierno y primera experiencia en el sistema ferroviario
En septiembre de 2004 fue nombrado como ministro de Gobierno, intercambiando puestos con Rafael Magnanini. Mientras se desempeñaba en ese cargo fue señalado como «delfín» de Felipe Solá y como uno de los puntales de la campaña kirchnerista contra el duhaldismo en las elecciones legislativas de 2005.
Hacia fines de ese año, Randazzo propuso al gobernador Solá nombrar a Martín Lousteau, entonces ministro de la Producción provincial, como presidente del Banco Provincia. Lousteau se desempeñaría años más tarde en el Ministerio de Economía y Producción de la Nación en el gobierno de Cristina Kirchner y en Embajador ante los Estados Unidos, bajo la presidencia de Mauricio Macri.
Siendo ministro de Gobierno, Randazzo inauguró en julio de 2006 un servicio ferroviario denominado «Expreso del Atlántico» en el corredor Constitución–Mar del Plata operado por la compañía ferroviaria provincial Ferrobaires (oficialmente UEPFP, Unidad Ejecutora del Programa Ferroviario Provincial). El servicio consistía en dos frecuencias diarias (una por sentido) compuesto por coches Pullman y restaurante Hitachi, reacondicionados en las instalaciones que Ferrobaires posee en Kilo 4, en Gerli, repintados con un esquema de colores diferente al utilizado por la compañía hasta ese entonces, heredado de Ferrocarriles Argentinos. Los coches contaban con televisores, reproductores de DVD y sistemas de audio. Las modificaciones se habían realizado a instancias de un estudio de asesoramiento encargado a la compañía Consulting Ferroviario.
En el mismo mes, con un acto en la estación Vedia, el ministro habilitó la extensión del servicio Retiró – Junín, brindado por Ferrobaires sobre las vías del Ferrocarril San Martín, hasta la estación Alberdi, que había estado cancelado durante cinco años.
Durante 2006, Randazzo fue evaluado como posible candidato a gobernador de la Provincia de Buenos Aires por el Frente para la Victoria, aunque debido a su bajo nivel de conocimiento público en ese momento, acabó siendo desplazado por Daniel Scioli.
Permaneció como ministro de Gobierno hasta la caducidad del mandato de Solá, en diciembre de 2007. Fue candidato a diputado nacional por la provincia de Buenos Aires en las elecciones de octubre de 2007, ocupando el quinto lugar en la lista y resultando electo. Sin embargo, no llegó a asumir su banca ya que en noviembre de 2007 se anunció que sería designado ministro del Interior de la Nación.

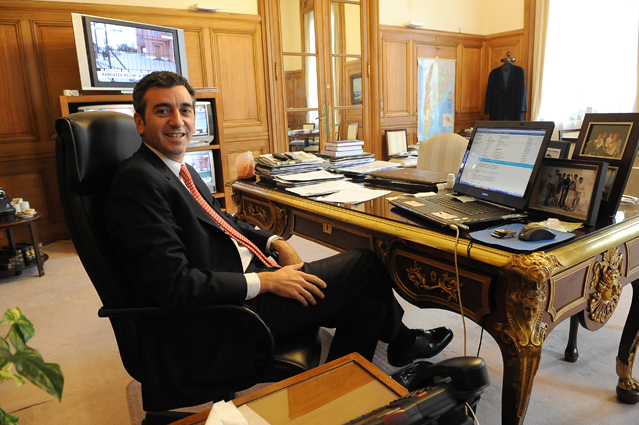
En el gobierno de Cristina Fernández de Kirchner, Randazzo se desempeña además como vocero político de la presidenta.

### Gobierno de Cristina Fernández de Kirchner

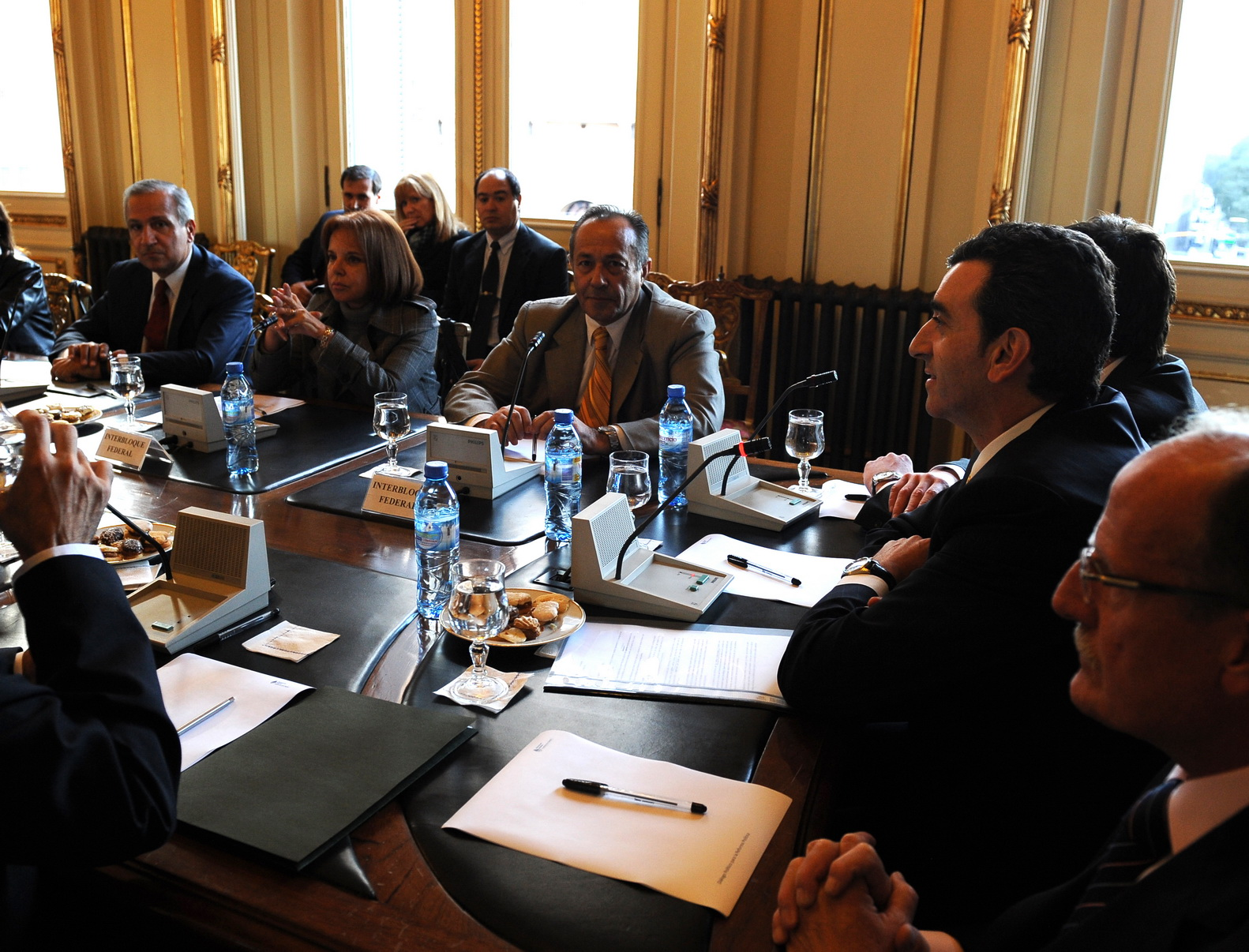
Randazzo encabeza una de las reuniones de diálogo político con representantes de la oposición en el marco de la Reforma Política de 2009.

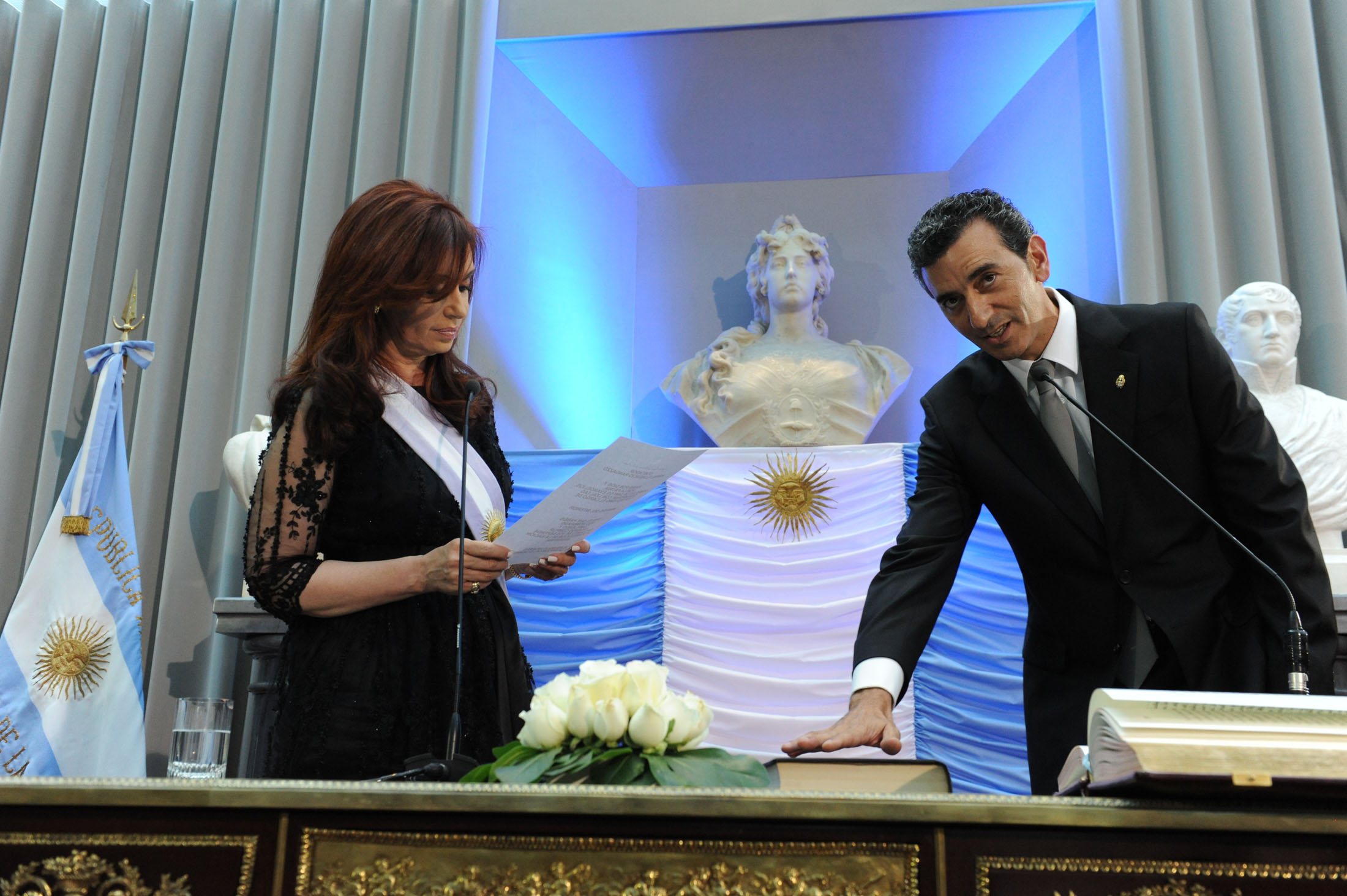
Florencio Randazzo jura por segunda vez como Ministro del Interior el 10 de diciembre de 2011, en el Museo del Bicentenario.

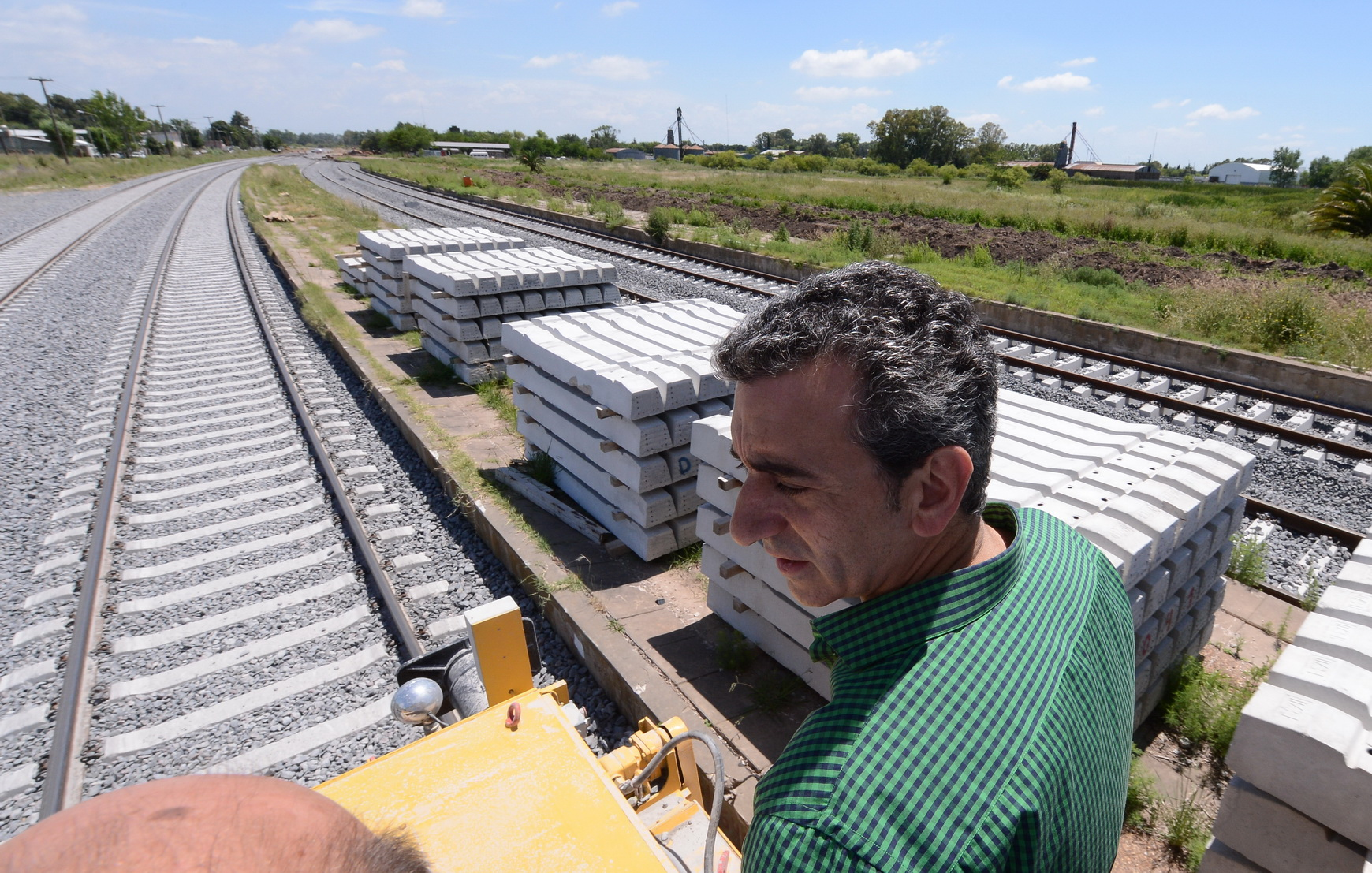
Randazzo supervisa obras de renovación de vías en el Ferrocarril Roca.

#### Ministro del Interior
El 10 de diciembre de 2007 juró en el cargo, formando parte del primer gabinete de Cristina Fernández de Kirchner. Estuvo a cargo de importantes iniciativas del gobierno, como la reforma del Documento Nacional de Identidad, la creación de la Agencia Nacional de Seguridad Vial y la Reforma Política de 2009, mediante la cual se instituyó la realización de las elecciones primarias abiertas, simultáneas y obligatorias (PASO).
Luego de que la presidenta fuera reelecta en 2011 para un segundo mandato, Randazzo fue vuelto a confirmar en su cargo.

#### Ministro del Interior y Transporte
El 6 de junio de 2012, mediante decreto 870/2012, el gobierno transfirió al Ministerio del Interior la Secretaría de Transporte, hasta entonces dependiente del Ministerio de Planificación Federal, Inversión Pública y Servicios, ampliando las competencias del ministro.
Se encomendó entonces al ministerio la creación de una autoridad de transporte para el Área Metropolitana de Buenos Aires, con participación del Estado Nacional, la Provincia de Buenos Aires y la Ciudad Autónoma de Buenos Aires cuya constitución se oficializó a principios de octubre de 2012. El 12 de junio de 2012 Randazzo anunció nuevas modificaciones en diseño del pasaporte, que incluiría la novedad de un chip electrónico, transformándose la Argentina en uno de los primeros países latinoamericanos en implementar el pasaporte biométrico.
En enero de 2013 la presidenta Cristina Fernández de Kirchner junto al ministro Randazzo anunció la adquisición de 409 coches eléctricos para las líneas Mitre y Sarmiento a la empresa china CSR Sifang. En mayo de ese mismo año, firmó con la misma empresa un nuevo contrato por 300 coches eléctricos para la línea Roca.
A fines de mayo de 2013, mediante resolución ministerial 469/2013, Randazzo decidió la rescisión de los contratos de concesión de América Latina Logística, que operaba el transporte de cargas de los ferrocarriles San Martín y Urquiza, y del Tren de la Costa, asignando su operación a las empresas estatales Trenes Argentinos Cargas y Logística y Trenes Argentinos Operadora Ferroviaria, respectivamente. La decisión se oficializó días más tarde. Meses más tarde derivó en el desplazamiento de la Unidad de Gestión Operativa Mitre Sarmiento de la operación de la línea Sarmiento, tomando a su cargo el servicio en forma directa la empresa estatal Trenes Argentinos Operadora Ferroviaria.
En junio de 2013 se especuló con la posibilidad de que Randazzo fuera candidato a diputado nacional por la Provincia de Buenos Aires del Frente para la Victoria en las elecciones primarias a realizarse en agosto de ese año. Inclusive, se señaló que el ministro no descartaba esa posibilidad si se lo pedía la presidenta, lo que finalmente no ocurrió. Ese año Randazzo, encabezó la puesta en marcha de las obras para el restablecimiento del servicio de cargas entre las estaciones de Puerto Deseado y Las Heras, en la provincia de Santa Cruz.
En la mañana del 13 de junio se produjo un accidente ferroviario en Castelar que dejó como saldo tres muertos y 315 heridos. Entre 2013 y 2015 se llevó a cabo la renovación ferroviaria, entre ellas del ramal Suárez de la línea Mitre, que pasó de tener 87 vagones a 180, además de realizarse "la renovación total de 36 kilómetros de vías que ya están prácticamente terminadas", en el marco de la renovación ferroviaria encarada hace meses por el Gobierno. En julio de 2015 se inauguró la estación Rosario Sur de la línea Mitre. Con una superficie de 1200 m², la estación se complementa con la renovación total de las vías y el servicio con formaciones 0 km de la ruta Retiró-Rosario. Todo ello se enmarcado en la renovación del corredor ferroviario Buenos Aires–Rosario, con la renovación total de 558 kilómetros de vía ascendente y descendente. En febrero de 2014 la estación fue seleccionada para oficiar como terminal del renovado servicio ferroviario entre Rosario y Buenos Aires.
En febrero de 2014 se decidió un reordenamiento del esquema de operación de los ferrocarriles metropolitanos de Buenos Aires, disolviéndose la Unidad de Gestión Operativa Ferroviaria de Emergencia, que operaba las líneas San Martín, Roca y Belgrano Sur y la Unidad de Gestión Operativa Mitre Sarmiento, que al momento operaba únicamente la línea Mitre. La prestación de los servicios de las líneas Mitre y San Martín fue asignada a Corredores Ferroviarios, del Grupo Roggio, mientras que la de las líneas Roca y Belgrano Sur se entregó a Argentren, del grupo Emepa. Ambas compañías operan en el marco de acuerdos de operación bajo control de Trenes Argentinos Operadora Ferroviaria.
En 2015 presentó el primer sistema automático biométrico para entrar y salir del país que agiliza el trámite de migraciones y  permite realizarlo en 25 segundos. Las puertas automáticas están en Ezeiza, Aeroparque y el aeropuerto de Córdoba. Se eliminaron las Tarjetas de Entrada y Salida (TES) manuales, y reemplazaron por tecnología biométrica más segura y cómoda.

### Precandidatura presidencial (2015)

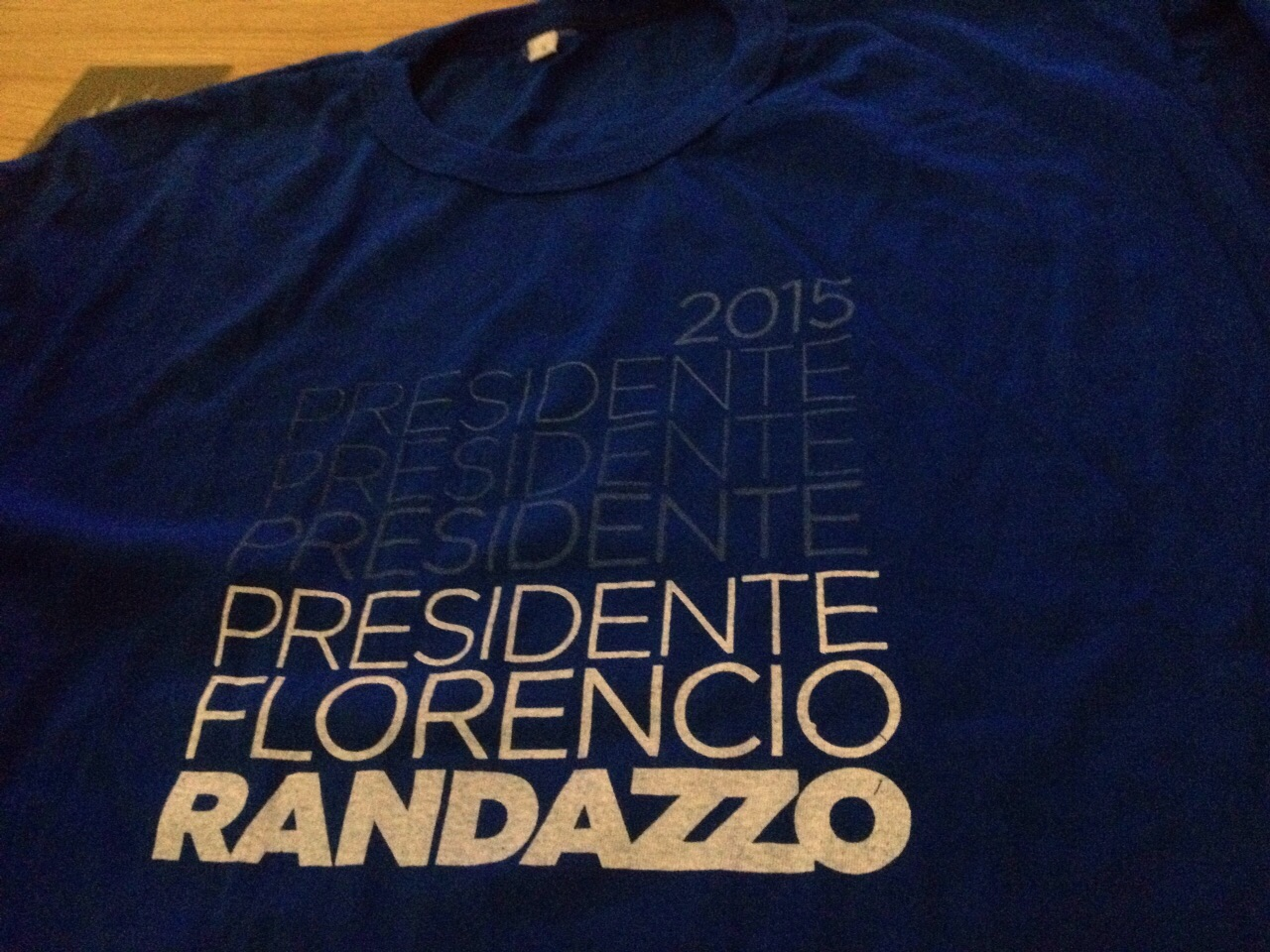
Material de campaña

El 10 de noviembre de 2013 Randazzo anunció sus intenciones de postularse como precandidato a presidente de la Nación Argentina por el Frente para la Victoria en las elecciones primarias de 2015. En función de este anuncio, en mayo de 2014 fue designado como uno de los vicepresidentes honorarios del Partido Justicialista. Ese mismo mes se lanzó «La Florería», una agrupación política juvenil destinada a apuntalar su precandidatura.
En diciembre de 2014, Randazzo lanzó sus primeras propagandas de precampaña en la vía pública y en abril de 2015 lanzó una plataforma web de colaboración ciudadana con la campaña denominada "La Wiki de Randazzo", que contó con perfiles en las redes sociales Facebook, Twitter y YouTube.
A principios de junio de 2015 recibió el apoyo del ministro Agustín Rossi, quien había declinado para entonces su propia postulación, del excanciller Jorge Taiana, que había hecho lo propio, y del Gobernador del Chaco y exjefe de Gabinete, Jorge Capitanich, quien fue evaluado como posible compañero de fórmula. Otras figuras políticas que se expresaron a favor de su candidatura fueron los entonces intendentes de Quilmes, Francisco Gutiérrez, y de Almirante Brown, Daniel Bolettieri.
En tanto, cosechó el apoyo de dos fuerzas de centroizquierda integrantes del Frente para la Victoria: el Frente Grande y del Partido Intransigente. También sumó la adhesión de los gremios Unión Ferroviaria, Asociación del Personal de Dirección de Ferrocarriles Argentinos y Unión del Personal Civil de la Nación.
Sin embargo, tras el anuncio de que Carlos Zannini acompañaría como precandidato a vicepresidente a Daniel Scioli y tras una reunión con la presidenta Cristina Fernández de Kirchner, Randazzo decidió resignar sus aspiraciones presidenciales, a la par que rechazó un ofrecimiento para ser único precandidato a gobernador de la Provincia de Buenos Aires por el FPV.

### Candidatura a senador (2017)
Para las elecciones legislativas de 2017, Randazzo se distanció de la expresidenta Cristina Fernández de Kirchner y del Frente para la Victoria, anunciando que lanzaría su candidatura a senador nacional por la Provincia de Buenos Aires por el Frente Justicialista Cumplir. Su lista superó el piso de las elecciones primarias y quedó en cuarto lugar. En octubre repitió un resultado similar, fracasando en su objetivo de obtener una banca en el Senado.

### Elecciones legislativas de 2019
Tras el triunfo del candidato presidencial por el Frente de Todos Alberto Fernández en las elecciones PASO, el nombre de Florencio Randazzo volvió a cobrar relevancia, luego de que se divulgara que Fernández se juntó con el exministro para sumarse a su espacio político y ocupar un cargo en el eventual gobierno, algo que finalmente no sucedió.
En 2020 tras una alianza y abrirse con su propio bloque municipal en Chivilcoy se acercó a la coalición Juntos por el Cambio aunque sigue perteneciendo al Partido Justicialista en su rama conocida como peronismo federal.[cita requerida] Sin embargo, en 2021 fundó la coalición Vamos con Vos para competir en las elecciones legislativas como primer candidato a diputado de la Provincia de Buenos Aires.

## Controversias
En marzo de 2009, a poco de transcurrido el conflicto con el sector agropecuario por las retenciones móviles, Randazzo fue acusado por el presidente de la Sociedad Rural de Vedia, Adrián Duhalde, por la adquisición irregular de una estancia de 1470 hectáreas ubicada a tres kilómetros de esa ciudad. Sin embargo, la investigación judicial corroboró que el acusado no había tenido relación alguna con la operación y Duhalde se retractó. En 2013 la Justicia ordenó indemnizar a Randazzo por daños morales ante la falsa acusación con el monto de $ 113.022 pesos. El entonces ministro decidió donar los fondos al Patronato de la Infancia de Chivilcoy, su ciudad natal.
En mayo de 2014, Randazzo despertó polémica al protagonizar un exabrupto en referencia a las pintadas ilegales en los nuevos trenes adquiridos para la línea Sarmiento. Declaraciones de similar tenor se repitieron en julio cuando se conoció la noticia que un grafitero realizó un video dañando los nuevos trenes tras cuatro horas de ser inaugurados y de su esposa, Karina Rabolini, en el Tedeum por el aniversario de la Revolución de Mayo.

## Historial electoral
|  | 47,26 % |

|  | 48,03 % |

|  | 43,73 % |

|  | 43,02 % |

|  | 5,29 % |

|  | 4,36 % |

|  | 6,73 % |

## Premios y distinciones
- Premio a la Trayectoria Destacada en reconocimiento a la actuación en política nacional. Facultad de Ciencias Económicas de la Universidad de Buenos Aires (2009).[137]
- Distinción de la Dirección General de Tráfico de España (2013).[138][139]
- Premio Príncipe Miguel de Kent a la Seguridad Vial (2013).[140][141][142]
- Distinción de la Federación Internacional del Automóvil (2013).[143][144]

## Obras
- Randazzo, Florencio (2005). Modernizar el Estado para fortalecer la democracia. El proceso de modernización del Estado de la primera provincia argentina. Buenos Aires: Prometeo. ISBN 9789509217959.[145][146]
- Randazzo, Florencio (2011). Mejor que decir. Buenos Aires: Planeta. ISBN 9789504926344.[147][148]